# Swings Both Ways
Swings Both Ways es el noveno álbum de estudio del cantante y compositor británico Robbie Williams,  lanzado el 18 de noviembre de 2013 en todo el mundo, y 17 de noviembre de 2013, en ITunes.

## Antecedentes y desarrollo
Swings Both Ways fue anunciado por Robbie Williams en septiembre del 2013. Sería lanzado en el Reino Unido con la disquera Island Records el 18 de noviembre del 2013. El álbum incluye versiones de canciones conocidas, así como seis nuevas canciones escritas por Williams y Guy Chambers, quién también produjo el álbum. Swings Both Ways también cuenta con duetos entre Williams y Lily Allen, Michael Bublé, Kelly Clarkson, Olly Murs y Rufus Wainwright. Williams declaró: 

En primer lugar, quería hacer un álbum de oscilación porque quería hacer un álbum de swing, siempre supe que lo haría otra vez y creo que ahora es el momento perfecto para hacerlo; estoy  disfrutando del mundo, del espectáculo, y estoy disfrutando de mi vida y mi comprensión de donde estoy ahora. El álbum esta vez es una onda definido y una mirada de amor hacia un período en el planeta que nunca fue invitado.[cita requerida]

## Recepción crítica
Swings Both Ways ha recibido críticas mixtas y positivas de los críticos de la música. A partir de diciembre del año 2013, el álbum tiene una puntuación total de 58 sobre 100 asignados por Metacritic, basado en 7 comentarios.

## Lista de canciones
| Swings Both Ways |                                            |                                                                  |          |  |
| N.º              | Título                                     | Escritor(es)                                                     | Duración |  |
| 1.               | «Shine My Shoes»                           | Robbie Williams, Guy Chambers, Chris Heath                       | 3:23     |  |
| 2.               | «Go Gentle»                                | Williams, Sia Furler, Paul Epworth, Chambers, Chris Heath        | 4:31     |  |
| 3.               | «I Wa'nna Be Like You» (con Olly Murs)     | Richard M. Sherman, Robert B. Sherman                            | 3:31     |  |
| 4.               | «Swing Supreme»                            | Williams, Chambers, Dino Fekaris, Frederick Perren               | 3:17     |  |
| 5.               | «Swings Both Ways» (con Rufus Wainwright)  | Williams, Chambers, Rufus Wainwright                             | 3:58     |  |
| 6.               | «Dream A Little Dream» (con Lily Allen)    | Fabian Andre, Gus Kahn, Wilbur Schwandt                          | 3:33     |  |
| 7.               | «Soda Pop» (con Michael Bublé)             | Williams, Kelvin Andrews, Scott Ralph, Rich Scott, Danny Spencer | 3:19     |  |
| 8.               | «Snowblind»                                | Williams, Chambers                                               | 3:19     |  |
| 9.               | «Puttin' On The Ritz»                      | Irving Berlin                                                    | 2:32     |  |
| 10.              | «Little Green Apples» (con Kelly Clarkson) | Bobby Russell                                                    | 3:16     |  |
| 11.              | «Minnie the Moocher»                       | Cab Calloway, Irving Mills, Clarence Gaskill                     | 3:41     |  |
| 12.              | «If I Only Had a Brain»                    | Sia Furler, y Williams                                           | 3:52     |  |
| 13.              | «No One Likes a Fat Pop Star»              | Williams, Furler, Chambers, Heath                                | 2:52     |  |
| 42:24            |                                            |                                                                  |          |  |

## Posición en las listas
| Gráfico (2013–14)                             | Posición |
| --------------------------------------------- | -------- |
| Alemania (Media Control Charts)               | 1        |
| Australia (ARIA)                              | 2        |
| Austria (Ö3 Austria)                          | 1        |
| Bélgica (Ultratop flamenca)                   | 4        |
| Bélgica (Ultratop valona)                     | 13       |
| China (Sino Chart - Albums)                   | 26       |
| Corea del Sur (Gaon Chart Albums)             | 24       |
| Croacia (Croatian Albums Chart)               | 1        |
| Dinamarca (Hitlisten)                         | 2        |
| Escocia (Scottish Albums Chart)               | 1        |
| España (PROMUSICAE)                           | 13       |
| Estados Unidos Top Current Albums (Billboard) | 194      |
| Finlandia (Suomen Virallinen Lista)           | 18       |
| Francia (SNEP)                                | 38       |
| Hungría (MAHASZ)                              | 5        |
| Irlanda (IRMA)                                | 2        |
| Italia (FIMI)                                 | 5        |
| México (AMPROFON)                             | 50       |
| Noruega (VG-lista)                            | 7        |
| Nueva Zelanda (Recorded Music NZ)             | 12       |
| Países Bajos (Album Top 100)                  | 2        |
| Polonia (ZPAV)                                | 20       |
| Portugal (AFP)                                | 19       |
| Reino Unido (UK Albums Chart)                 | 1        |
| República Checa (ČNS IFPI)                    | 5        |
| Suecia (Sverigetopplistan)                    | 5        |
| Suiza (Schweizer Hitparade)                   | 1        |

### Gráficos del fin del año
| Gráfico (2013)                  | Posición |
| ------------------------------- | -------- |
| Australian Albums Chart         | 53       |
| Austrian Albums Chart           | 3        |
| Belgian Albums Chart (Flanders) | 114      |
| Belgian Albums Chart (Wallonia) | 129      |
| Dutch Albums Chart              | 22       |
| German Albums Chart             | 2        |
| Hungarian Albums Chart          | 30       |
| Italian Albums Chart            | 52       |
| Swedish Albums Chart            | 58       |
| Swiss Albums Chart              | 18       |
| UK Albums Chart                 | 4        |
| Gráfico (2014)                  | Posición |
| Austrian Albums Chart           | 5        |
| Australian Albums Chart         | 45       |

### Gráficos de fin de década
| Gráfico (2010–2019) | Posición |
| ------------------- | -------- |
| UK Albums (OCC)     | 85       |